# Aeroportul Bushehr
Aeroportul Bushehr (IATA: BUZ, ICAO: OIBB) este un aeroport din Bushehr, Central District⁠(d), Bushehr County⁠(d), Bushehr Province⁠(d), Iran ce deservește zona Bushehr. Aeroportul a fost tranzitat în 2019 de 481.772 de pasageri. A fost deschis în 1919 și numit după zona deservită.
Situat la o altitudine de 21 m, aeroportul dispune de o singură pistă. Este operat de Iran Civil Aviation Organization⁠(d).